# بيتر ماكدونالد (ضابط)
بيتر ماكدونالد (بالإنجليزية: Angus McDonald)‏ هو ضابط أمريكي، ولد في 30 ديسمبر 1769 في وينشستر في الولايات المتحدة، وتوفي في 14 أكتوبر 1814 في باتافيا في الولايات المتحدة.